# Pârcălab
Pârcălabul (sau burgrav, din germană Burggraf, „greavul (contele) cetății”, pătruns în limba română prin intermediul cuvântului maghiar porkoláb) a fost în evul mediu un dregător cu atribuții militare, desemnat să guverneze o cetate, un ținut sau un județ. În latina medievală domeniul asupra căruia își exercita jurisdicția pârcălabul se numea prefectura.
Avea atribuții administrative, militare și judecătorești. Pârcălabul era totodată reprezentantul puterii centrale, adică al domnitorului țării, în ținut sau județ.
În principatul Moldova, pârcălabului i se mai zicea staroste.
În principatul Țara Românească, pârcălab era denumirea pentru administratorii satelor ce aparțineau unui boier sau unei mânăstiri.